# Гитарное соло

Приём свип-пикинга и гитарного соло

Гитарное соло — мелодичный отрывок, часть или вся музыкальная композиция, написанная для акустической или  электрогитары. Гитарные соло, которые зачастую содержат различную степень импровизации, используются во многих стилях популярной музыки, таких как блюз, джаз, свинг, джаз-фьюжн, рок и метал. Гитарное соло может быть как в сопровождении других музыкальных инструментов, так и без них.

## Рок-музыка
Гитарное соло используется в разных жанрах, но термин чаще всего применяется именно в рок-музыке. С 1960-х годов, рок-музыканты экспериментировали с тембром гитары, добавив различные эффекты, такие как реверберация, дисторшн, дилэй и хорус, чтобы сделать звук полным и добавить гармонических обертонов.

## Соло на бас-гитаре
Хотя соло на бас-гитаре не являются распространённым в популярной музыке, некоторые группы, играющие в таких стилях как метал, фанк, прогрессивный рок, всё же включают это в песнях. Джаз- или джаз-фьюжн-группы используют соло на бас-гитаре в большинстве песен. Также оно распространено в определённых стилях панк-музыки.